# Деж (Румунія)
Деж (рум. Dej) — місто на заході Румунії, у повіті Клуж. 

## Населення
Чисельність населення міста, станом на 2021 рік, налічує 31.475 тис. мешканців

## Економіка
Залізничний вузол. Деревообробний комбінат, целюлозно-паперова, цементна, харчова (борошнева, маслобійна, м'ясоконсервна) промисловість. В околицях Дежа — видобуток кам'яної солі.